# Anisogomphus fujianensis
Anisogomphus fujianensis là loài chuồn chuồn trong họ Gomphidae. Loài này được Zhou & Wu miêu tả khoa học đầu tiên năm 1992.